# Владимиреску (Арад)
Владимиреску (рум. Vladimirescu) насеље је у Румунији у округу Арад у општини Владимиреску. Oпштина се налази на надморској висини од 109 m.

## Историја
У Глоговцу месту са српским називом, било је почетком 18. века Срба граничара. Дошли су ту 1702-1703. године из околине Будима и Острогона. Пописано је 1703. године у месту 1 капетан и 32 пешадинца граничара; укупно 33 милитарца. Касније се број повећан на 58 милитараца (1715), од којих су наведени: капетан, поручник, заставник, наредник, пет каплара и 49 војника. Број српских домова износио је у то време 52. Када је новембра 1750. године било организовано појединачно изјашњавање граничарских официра у вези статуса, нико се ту није изјаснио за цивилни статус тзв. провинцијал. За останак у војничком статусу били су месни официри: капетан Георгије Филиповић, хаднађ Јован Убавић и барјактар Михајло Дабић.
Када је 1751. кренуло масовно исељавање Срба граничара у Русију, до 27. јула те године отишло је из Глоговца 180 Срба. Предводио их је њихов капетан Георгије Филиповић. Срби граничари када су се населили у Русији, дали су свом новом насеље име места одакле су дошли - Глоговац (Украјина); по оном у Банату. Село је тада изгубило српски етнички карактер, а доселили су се Немци. Близу Глоговца на обали реке Мориша 1802. године још су се виделе развалине старог града "Орода". Ту је Јелена кћи српског жупана Уроша Белог и супруга угарског краља Беле Слепог, држала сабор.
Насеље које је вековима носило српско име Глоговац (израз за глогов колац), је 1947. године променило назив у Владимиреску.

## Становништво
Према подацима из 2002. године у насељу је живело 10649 становника.

### Попис2002.
| Расподела становништва по националности 2002.‍ | Расподела становништва по националности 2002.‍ | Расподела становништва по националности 2002.‍ | Расподела становништва по националности 2002.‍ | Расподела становништва по националности 2002.‍ |
| --------------------------------------------- | --------------------------------------------- | --------------------------------------------- | --------------------------------------------- | --------------------------------------------- |
|                                               |                                               |                                               |                                               |                                               |
| Румуни                                        | Румуни                                        |                                               | 9.880                                         | 92,8%                                         |
| Мађари                                        | Мађари                                        |                                               | 335                                           | 3,1%                                          |
| Роми                                          | Роми                                          |                                               | 128                                           | 1,2%                                          |
| Украјинци                                     | Украјинци                                     |                                               | 21                                            | 0,2%                                          |
| Немци                                         | Немци                                         |                                               | 229                                           | 2,2%                                          |
| Срби                                          | Срби                                          |                                               | 5                                             | 0,0%                                          |
| Словаци                                       | Словаци                                       |                                               | 37                                            | 0,3%                                          |
| Бугари                                        | Бугари                                        |                                               | 4                                             | 0,0%                                          |
| Италијани                                     | Италијани                                     |                                               | 7                                             | 0,1%                                          |

### Хронологија
| Година       | 1992 | 1993 | 1994 | 1995  | 1996  | 1997  | 1998  | 1999  | 2000  | 2001  | 2002  | 2003  | 2004  | 2005  | 2006  | 2007  | 2008  | 2009  | 2010  | 2011  | 2012  | 2013  | 2014  | 2015  | 2016  | 2017  |
| ------------ | ---- | ---- | ---- | ----- | ----- | ----- | ----- | ----- | ----- | ----- | ----- | ----- | ----- | ----- | ----- | ----- | ----- | ----- | ----- | ----- | ----- | ----- | ----- | ----- | ----- | ----- |
| Становништво | 9611 | 9685 | 9881 | 10007 | 10159 | 10215 | 10320 | 10452 | 10580 | 10685 | 10823 | 10898 | 11099 | 11259 | 11374 | 11534 | 11698 | 11852 | 11990 | 12133 | 12256 | 12498 | 12657 | 12876 | 13090 | 13386 |